# Офил Козаров
Теофил (Офил) Димитров Козаров е български революционер, четник в околийската чета на Вътрешната македоно-одринска революционна организация.

## Биография
Офил Козаров е роден през 1864 година в ениджевардарското село Бозец, днес в Гърция. Присъединява се към ВМОРО след 1904 година, след като убива турски разбойник от Ашиклар и минава в нелегалност. Прехвърля се в Ениджевардарското езеро, където се присъединява към четата на Апостол Петков. След 1924 година се изселва в България, първо в Баня, после в Равда, където и умира през 1945 година.